# Gibbicepheus rugosus
Gibbicepheus rugosus är en kvalsterart som beskrevs av Sandór Mahunka 1978. Gibbicepheus rugosus ingår i släktet Gibbicepheus och familjen Carabodidae. Inga underarter finns listade i Catalogue of Life.